# Keane Live
Keane Live – jest to 4 nagranie DVD autorstwa brytyjskiej grupy piano-rockowej Keane, 2. zawierające pełny koncert. Zostało nakręcone 21 lipca 2007 roku na stadionie O2 w Londynie i wydane 19 listopada tego samego roku trwający 44 minuty.

## Zawartość DVD

### Koncert na żywo
1. "The Iron Sea"
2. "Everybody’s Changing"
3. "Put It Behind You"
4. "Nothing in My Way"
5. "We Might As Well Be Strangers"
6. "Bend and Break"
7. "Can’t Stop Now"
8. "Try Again" (wersja akustyczna)
9. "Your Eyes Open" (wersja akustyczna, Tom Chaplin na gitarze)
10. "The Frog Prince" (wersja częściowo akustyczna, Tom Chaplin na gitarze)
11. "Hamburg Song"
12. "Fly To Me" (prelude)
13. "Leaving So Soon?"
14. "This Is the Last Time"
15. "A Bad Dream" (Tom Chaplin na pianinie)
16. "Somewhere Only We Know"
17. "Is It Any Wonder?"
18. "Broken Toy" (wersja akustyczna, Chaplin wykonuje sam utwór, przy pomocy gitary)
19. "Atlantic"
20. "Crystal Ball"
21. "Bedshaped" (wersja wydłużona)[1]

### Krótki film
Przygotowania i kręcenie nagrania

### Soundcheck
- "Is It Any Wonder?"[1]

### Wykonania na żywo
- "A Bad Dream"
- "Is It Any Wonder?"
- "Atlantic"[1]

## Wykonawcy
- Tom Chaplin – śpiew
- Tim Rice-Oxley – keyboard
- Richard Hughes – perkusja